# ダレスの恫喝
ダレスの恫喝（ダレスのどうかつ）は、1956年の日ソ共同宣言にあたり、北方領土問題に関してアメリカ合衆国のダレス国務長官が日本側にかけたとされる圧力である。
当時のソビエト連邦は北方領土に関し、歯舞群島と色丹島の二島の返還を主張していたが、ダレスは日本の重光葵外相に対し「二島返還を受諾した場合、アメリカが沖縄を返還しない」と圧力をかけ、その後の日本の四島返還主張につながったとされる。
松本俊一が妻に宛てた書簡から「ソ連が千島列島をとるなら琉球は米国がとる」と圧力をかけれらたことを書いた1956年8月付けの手紙が見つかった。
この会談の記録は外務省に保管されており、鈴木宗男が2006年2月、松本の書籍の内容が事実であるかどうかを政府に質問したが、政府は今後の交渉に支障を来たす恐れがあるとして、明確な回答を一切避けた。